# Brooklyn, Illinois
Brooklyn är en ort i St. Clair County i delstaten Illinois, USA.